# Go (Flow)
"Go" là đĩa đơn thứ tư của Flow. Bên A da sử dụng bài hát cho phần bài hát chủ đề thứ tư trong loạt anime Nhật Bản Naruto. Bài hát đạt #6 trên bảng xếp hạng Oricon trong tuần đầu trong top 10 qua 3 tuần liên tiếp. Phim đứng trên bảng hạng này trong 22 tuần.

## Danh sách track
Nguồn
| STT | Nhan đề                   | Thời lượng |
| --- | ------------------------- | ---------- |
| 1.  | "Go"                      | 3:59       |
| 2.  | "Rising Dragon"           | 3:18       |
| 3.  | "My Life"                 | 3:43       |
| 4.  | "Go ~Vocaless Mix~"       | 4:00       |
| 5.  | "Go ~Naruto Opening Mix~" | 1:35       |